# Noa Ganthier
Noa Olivia Ganthier (* 13. Oktober 2002 in Boca Raton, Florida) ist eine in den USA geborene haitianische Fußballspielerin.

## Karriere

### Vereine
Nach der Mannschaft der West Boca High School und ihrer Zeit in der Weston FC Academy, spielte sie nun seit Sommer 2021 für die College-Mannschaft der Lipscomb Bisons.

### Nationalmannschaft
Ihr erstes bekanntes Spiel für die haitianische A-Nationalmannschaft hatte sie dann am 17. Februar 2022 während der Qualifikation für die CONCACAF W Championship 2022 bei einem 6:0-Sieg über Honduras, wo sie zur 79. Minute für Nérilia Mondésir eingewechselt wurde. Wenige Tage danach folgte dann noch ein weiterer Einsatz von ihr.
Sie wurde dann auch für den Kader der Mannschaft bei der Weltmeisterschaft 2023 nominiert, kam hier aber nicht zum Einsatz.